# Amalric III de Lautrec
Amalric III de Lautrec (1295 -  1343), est vicomte de Lautrec, de 1315 à sa mort. Il est aussi seigneur d'Ambres et propriétaire du château éponyme.

## Biographie
Né en 1295, Amalric III de Lautrec est membre de la famille de Lautrec, et fils du vicomte Sicard IX et de Philippa d'Uzès (fille de Decan II d'Uzès). À la mort de son père en 1315, Amalric III n'hérite que d'un seul huitième de la vicomté : en effet, il partage le reste avec certains de ses cousins.
Après 1307 et avec son père Sicard IX, il entre en conflit avec les seigneurs de Castres, qui sont alors Jean V de Vendôme et Éléonore de Montfort. Il soutient en effet Gui de Comminges, seigneur de Giroussens, de Lombers et du bas-albigeois, qui lutte contre sa tante Eléonore car cette dernière veut prendre possession du bas-albigeois. Ils commettent de nombreux crimes, notamment contre les officiers royaux. Un premier arrêt royal de 1330 donne raison à Eléonore pour la gestion de biens qu'elle partagent avec ses neveux (dont Gui). L'intervention du comte Bernard VIII de Comminges, frère de Gui, permet de parvenir à un traité en 1332, qui divise les terres entre Eléonore et Gui. En 1333, le roi Philippe VI rend des lettres de rémission pardonnant les crimes d'Amalric III et de 80 chevaliers et écuyers.
Il décède en 1343, à Ambres, sûrement en son château.

## Mariage et postérité
Amalric III de Lautrec épouse Marguerite de Périgord, fille du comte Hélie IX de Périgord. De cette union naissent :
- Amalric IV de Lautrec (1320  -  1370), son successeur ;
- Archambaud de Lautrec (- 1389), évêque de Châlons et partiellement vicomte de Lautrec ;
- Sicard d'Ambres de Lautrec (-  1383), évêque d'Agde puis de Béziers ;
- Brunissende de Lautrec, x Géraud d'Aure et La Barthe : d'où Mascarose/Maubrose de La Barthe (x Jean Ier d'Astarac), et Saure de La Barthe (x Guigues de Lévis-Lautrec et Roche-en-Régnier)
- Philippa de Lautrec, x Jean de Galard-Limeuil
- Antoinette de Lautrec, x Raimond d'Hébrail
- Éléonore de Lautrec, abbesse de Notre-Dame de la Sagne (Vielmur-sur-Agout) ;
- Jeanne II de Lautrec, abbesse de Notre-Dame de la Sagne[2].